# Neotorularia karatavica
Neotorularia karatavica är en korsblommig växtart som först beskrevs av Myrz. och M.S. Bajtenov, och fick sitt nu gällande namn av Sergei Kirillovich Czerepanov. Neotorularia karatavica ingår i släktet Neotorularia och familjen korsblommiga växter. Inga underarter finns listade i Catalogue of Life.